# Turgay Tapu
Turgay Tapu (1982. április 29. –) német labdarúgó, a Rot Weiss Ahlen kapusa.